# Датировка пьес Шекспира
Датировка пьес Уильяма Шекспира — один из ключевых вопросов шекспироведения. Определение времени создания его пьес основывается на различных методах, включая лингвистический анализ, изучение исторических событий, к которым могут быть отсылки в текстах, а также анализ первых печатных изданий. В ряде случаев точная дата написания остаётся предметом дискуссий среди исследователей, и для разных пьес могут предлагаться разные временные периоды.

## Даты первых изданий
Даты первых изданий позволяют определить время, позднее которого пьеса не могла быть написана. Стоит учитывать, что дата создания пьесы может быть значительно удалена во времени от даты издания. Так, например, в 1600 году появляются в печати самая ранняя из драм Шекспира «Тит Андроник»,  отделённые от неё по времени написания на 4–5 лет «Венецианский купец» и на 8 лет «Много шума из ничего». 
Для большинства пьес Шекспира дата первой публикации даёт очень мало: только около половины пьес появилось при жизни великого писателя, а 19 пьес впервые были напечатаны в посмертном фолио 1623 года. 

## Свидетельства современников
В их ряду первое место занимает «Palladis Tamia» Миреса. В этом произведении находится источник для хронологии целых двенадцати пьес — все они созданы не позже появления книги Миреса, то есть 1598 года.  
Одна из названных Миресом пьес — «Вознаграждённые усилия любви» (Love labours wonne) с этим именем не сохранилась. Озаглавленная аналогично «Бесплодным усилиям любви» (Love labors lost), она, вероятно, составляет вторую часть дилогии с этой пьесой и, возможно, дошла до нас под заглавием «Все хорошо, что хорошо кончается» (All’s well that ends well). 
В числе других свидетельств ценны записи в дневниках юриста Мэннингэма о первом представлении «Двенадцатой ночи» в 1601 году, доктора Формана о представлении «Зимней сказки» в 1611 году, письмо Томаса Лоркина о первом представления «Генриха VIII» в 1613 году. 

## Намёки на современные события в тексте пьес
Число таких намёков весьма значительно — главным образом потому, что Шекспир старался сделать свои пьесы злободневными, чтобы угодить публике.  
Если судьбе угодно было сделать из Шекспира писателя, стоящего вне времени и пространства, то это произошло совершенно помимо его воли. Сам же он, напротив того, всегда старался применяться к публике едва ли не каждого вечера и щедрой рукой рассыпал намёки на злобу дня. И вот по ним-то, поскольку удалось их понять, иногда можно датировать пьесу. 
Если в «Макбете», относимом к 1605 г., пророчески говорится о соединении «двух держав и 3 скипетров», то, конечно, потому что это соединение произошло, когда на престол в 1603 г. взошёл Яков I. 
События 1609—1610 гг. отразились в «Буре», события начала 1590-х гг. — в «Бесплодных усилиях любви», события 1599-х гг. — в «Генрихе V» и т. д. 

## Эстетические признаки
Уже одна высота художественной зрелости, до которой Шекспир дошёл в «Гамлете» и «Короле Лире», не даёт возможности отнести их к одному творческому периоду со слабыми комедиями, которыми молодой Шекспир дебютировал. Но помимо этого слишком общего критерия, есть ещё ряд литературных признаков чисто внешнего свойства. Так, ранние произведения очень обильны латинскими цитатами и учёными сравнениями. В то время писатели больше гордились учёностью, чем талантом, и молодому дебютанту хотелось показать, что и он кое-что знает. В ранних произведениях Шекспира много различных изысканных выражений и игры слов, чётко видна погоня за внешним остроумием. Все это было в литературном стиле того времени, и неокрепший гений Шекспира не мог от него уйти, но всё это исчезает в великих произведениях зрелого периода, столь простых и естественных в своём желании дать действительную картину того, что происходит в скрытой глубине человеческого сердца.

## Анализ стихотворного размера пьес
Блестящие результаты для уяснения эволюции творческих приёмов Шекспира дало изучение стихотворного размера его пьес. Многим, незнакомым с целью изучения шекспировского метра, кажутся каким-то жалким буквоедством подробнейшие расчёты английских шекспирологов (Walker, Bathurst, Ingram, Furnivall, англо-русский шекспиролог Р. И. Бойль и особенно Fleay), сколько в какой пьесе рифмованных строк, сколько нерифмованных, сколько стихов с ударением на последнем слоге, сколько с ударением на предпоследнем слоге и т. д. Но в действительности эта литературная статистика дала самые поразительные результаты. Оказывается, что метр Шекспира — это органическое выражение внутреннего художественно-психологического процесса. С углублением художественной манеры Шекспира метр меняется, от вычурности переходит к полной простоте. Вначале художественные приёмы Шекспира полны изысканности и модной манерности; соответственно этому крайне изыскано и нарядно его стихосложение. Молодой писатель не довольствуется скромным белым стихом, и в первых пьесах рифмованные строки преобладают. В самой изысканной из пьес Шекспира — «Бесплодные усилия любви» 1028 рифмованных стихов и 579 нерифмованных. Но вот гений Шекспира склоняется к простоте и художественной искренности; отменяющая свободный полёт чувства рифма постепенно исчезает. В заключительном аккорде великой художественной деятельности, «Буре», всего только 2 рифмованные строчки на 1458 нерифмованных! Такому же упрощению постепенно подпадают другие частности метра. В первых пьесах почти нет слабых (weak) окончаний, то есть неударных, кончающихся союзом, наречием, вспомогательным глаголом — это считалось небрежностью. В позднейших произведениях Шекспир не обращает никакого внимания на слабые окончания, и число их доходит до 33 %. В первых пьесах автор внимательно смотрит за тем, чтобы белый стих был образцом пятистопного ямба, то есть заключал бы в себе ровно 10 слогов, но в позднейших его настолько поглощает забота о наилучшем выражении мысли, что он не стесняется прибавить и лишний слог. В ранней «Комедии ошибок» нет ни одного стиха в 11 слогов, в последних число их доходит до 20 %. Наконец, в ранних пьесах Шекспир зорко следит за тем, чтобы было как можно меньше так называемых «Run-on-lines», то есть переходов мысли из одного стиха в другой. В «Бесплодных усилиях любви», в «Комедии ошибок» каждый стих, редко 2 стиха, представляют собой нечто вполне законченное. Но это страшные тиски для сколько-нибудь глубокой мысли, и Шекспир совершенно отбрасывает их в великих трагедиях. Мысль начинает занимать четыре, пять, шесть строк, сколько понадобится, и число «run-on-lines» растёт в геометрической прогрессии: в первых комедиях их 3 на 23 строки, в последних 21 на 24, то есть нечто диаметрально противоположное. Вот в какой органической зависимости находится метр Шекспира от внутренней эволюции художественного роста великого писателя. Получается совершенно точный признак, дающий право сказать, что по метру литературный исследователь может также определять возраст шекспировских пьес, как определяет ботаник возраст дерева по ежегодным кольцам, делающим ствол всё более и более могучим и величественным.
Названные пьесы вошли в состав первого издания — in folio 1623 г. Но из них в «Генрихе VI» Ш. только приложил руку к чужому произведению; «Тит Андроник», может быть, вовсе ему не принадлежит; видимо, в сотрудничестве с Вилькинсом написаны «Тимон Афинский» и «Перикл»; в «Троиле и Крессиде», вероятно, принимал участие Марстон и, наконец, едва ли может быть сомнение относительно того, что в «Генрихе VIII» Шекспир принимал лишь самое незначительное участие, а большая часть этой весьма слабой пьесы написана Флетчером и, может быть, Мэссенджером. Вместе с тем, есть драмы, не вошедшие в folio 1623 г., но, может быть, всё-таки написанные Шекспиром, и длинный ряд псевдошекспировских пьес, созданных спекуляцией на его имя. К числу «сомнительных» пьес обыкновенно причисляют «Эдуарда III» и «Двух знатных родичей». Псевдошекспировскими считаются: «Лондонский блудный сын», «История о Томасе, лорде Кромвеле», «Сэр Джон Ольдвэстль, лорд Кобгэм», «Вдова Пуританка», «Йоркширская трагедия», «Трагедия о короле Локрине», «Арден Фэвершэм», «Рождение Мерлина», «Муцедор», «Прекрасная Эмма».